# Дебора Капріольйо
Дебора Капріольйо (італ. Debora Caprioglio; *3 травня 1968, Местре, Італія) — італійська акторка, телеведуча та політична діячка.

## Біографія
Здобула популярність роллю в еротичному фільмі Тінто Брасса «Паприка» (1991). Зігравши в еротичному фільмі «Підглядаючи за Мариною» і комедії «Сен-Тропе, Сен-Тропе», перейшла до драматичних ролей: зіграла в драмі «Заплющивши очі» режисерки Франчески Аркібуджі. Після ролі у фільмі «Римський готель» на деякий час залишила кінематограф, присвятивши себе театру і телебаченню. У 2007 році взяла участь в італійській версії реаліті-шоу «Celebrity Survivor». 
У 2010 році зайнялася політикою, вступивши в партію «Alliance of the Centre», де керувала напрямком культури. 
У 1987–1989 роках була одружена з актором і режисером Клаусом Кінскі. 7 вересня 2008 одружилася з актором і режисерром Анджело Мареска.

## Фільмографія
- Nosferatu a Venezia (1988)
- Grandi cacciatori (1988)
- La maschera del demonio (1989)
- Kinski Paganini (1989)
- Paprika (1991)
- Saint Tropez — Saint Tropez (1992)
- Spiando Marina (1992)
- Casa Vianello (1993)
- Con gli occhi chiusi (1994)
- Addio e ritorno (1995)
- Storia d'amore con i crampi (1995)
- Albergo Roma (1996)
- Sansone e Dalila (1996)
- La quindicesima pistola (1998)
- Non lasciamoci più (1999)
- Non lasciamoci più 2 (2001)
- Un maresciallo in gondola (2002)
- Posso chiamarti amore? (2004)
- Provaci ancora prof (2005)
- Ricomincio da me (2005)
- I giorni perduti (2006)
- Crimini (1 episodio, 2007)
- Ripopolare la reggia (2007)
- I Cazzaroni Serie TV
- Questo nostro amore (2012)
- Colpi di fulmine (2012)
- La finestra di Alice (2013)
- Il pretore (2014)

## Джерело
- Сторінка в інтернеті

| Актор | Це незавершена стаття про акторку. Ви можете допомогти проєкту, виправивши або дописавши її. |

1. ↑  Person Profile // Internet Movie Database — 1990.
2. ↑  https://www.affaritaliani.it/entertainment/si-sposato-jovanotti080908.html